# Chaetopteroplia segetum
Chaetopteroplia segetum är en skalbaggsart som beskrevs av Herbst 1783. Chaetopteroplia segetum ingår i släktet Chaetopteroplia och familjen Rutelidae.

## Underarter
Arten delas in i följande underarter:
- C. s. zoubkovi
- C. s. ruficollis
- C. s. volhynica
- C. s. croatica
- C. s. balcanicola
- C. s. solitaria
- C. s. straminea
- C. s. velutina
- C. s. griseovillosa

## Bildgalleri

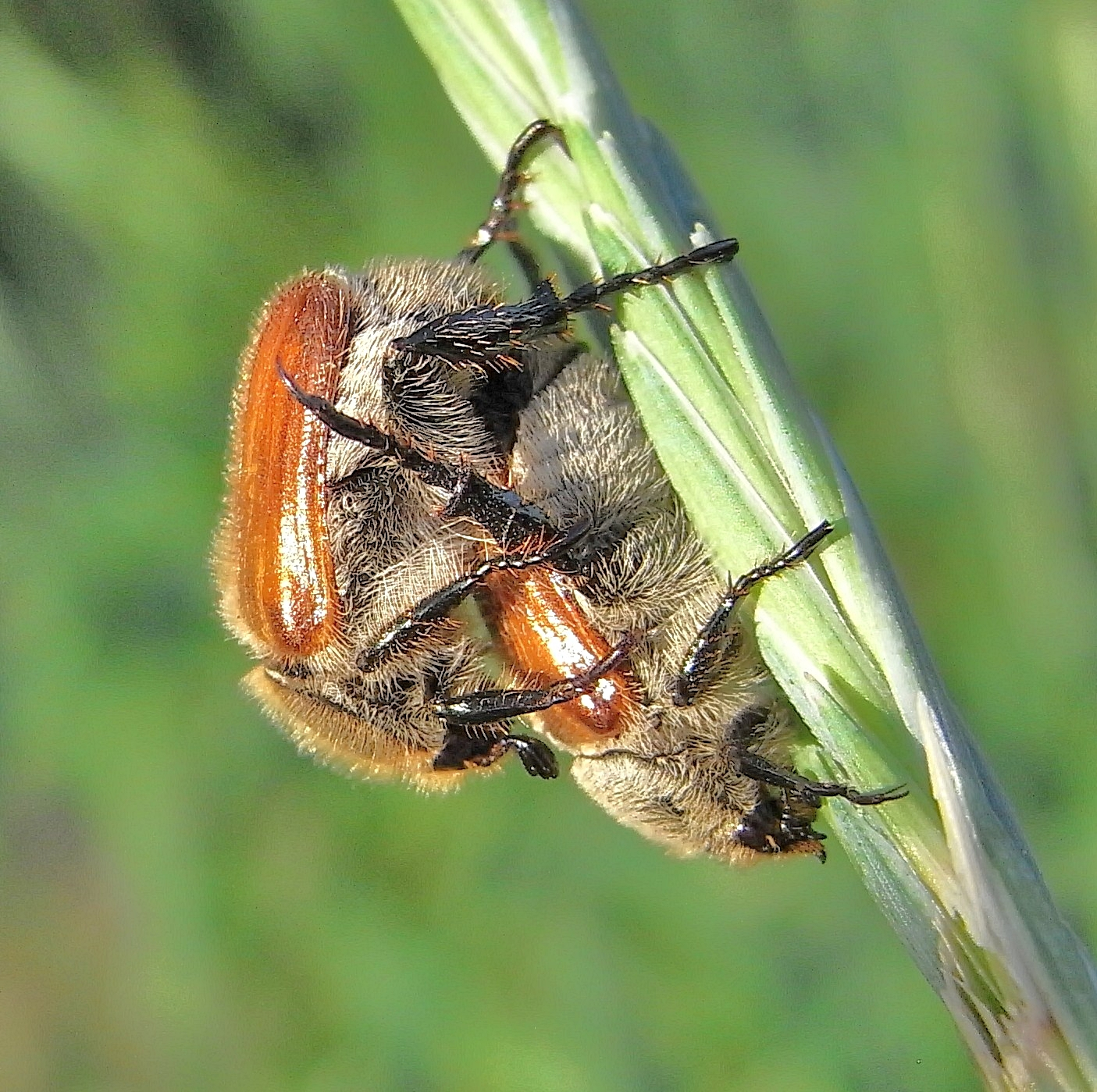
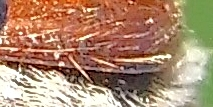
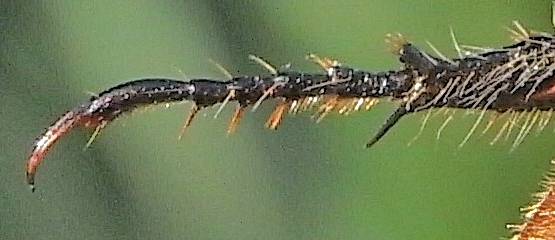
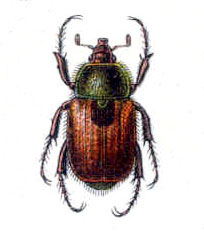
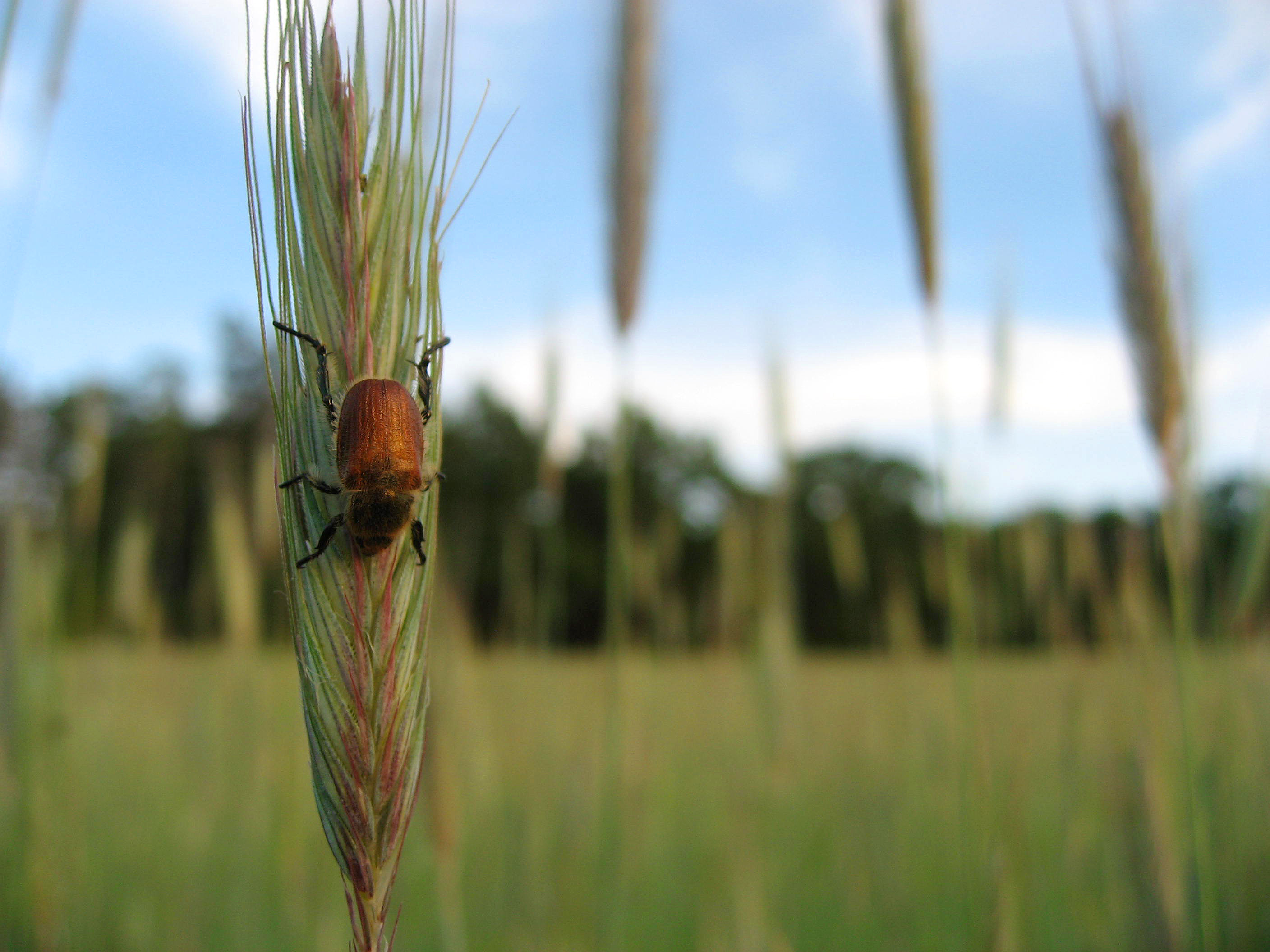
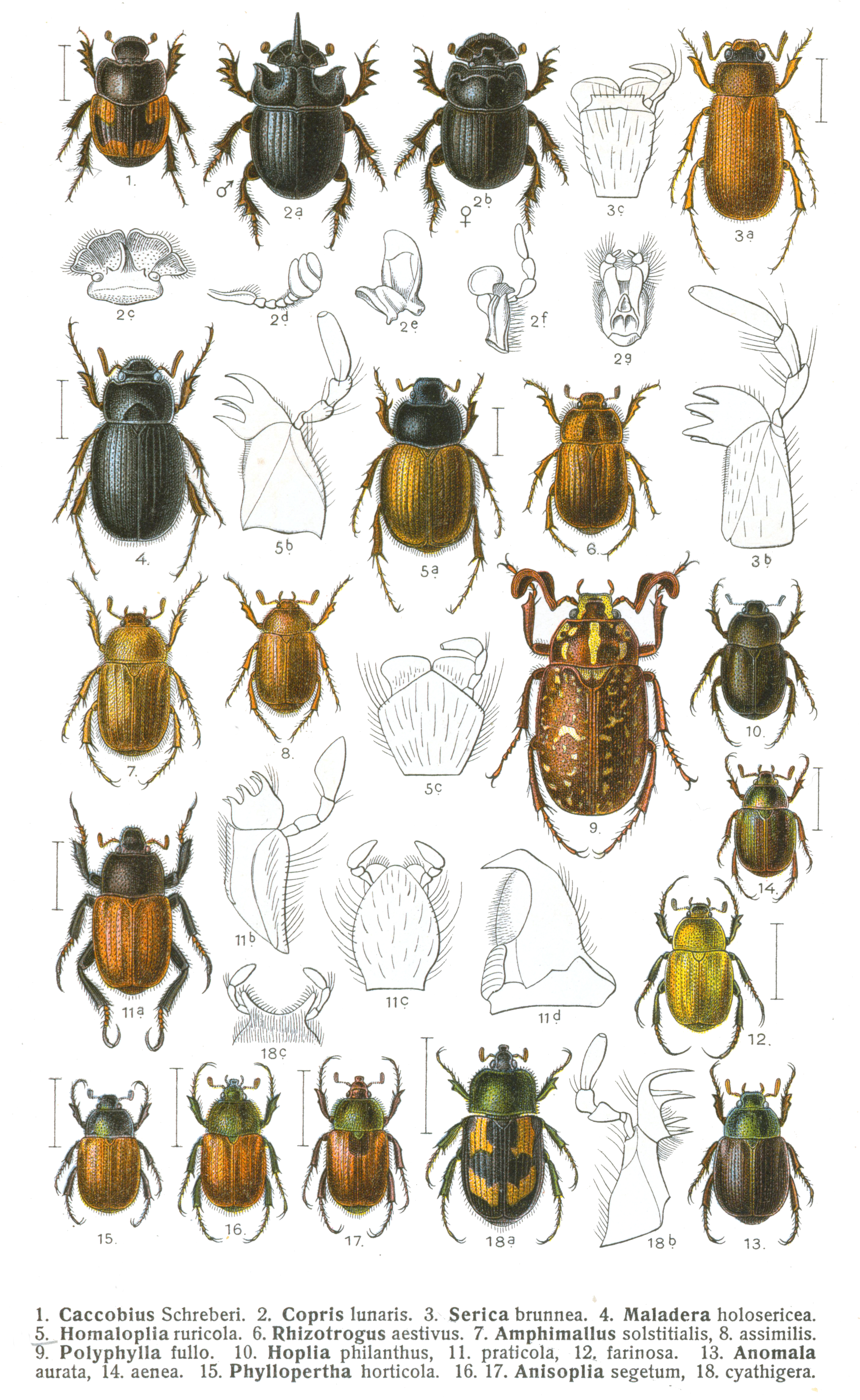